# 耶羅罕
耶羅罕 （希伯來語: ירוחם ，英语：Jeroham，意为：願他蒙慈悲）舊約聖經中記載的人物。

## 聖經人物
舊約聖經中名叫耶羅罕者如下：
- 以利加拿之父，先知撒母耳之祖父。
- 亞薩列之父，但部族之首領。
- 便雅憫族人，其子曾于大衛王逃亡時，幫助大衛作戰。
- 祭司，由巴比倫獲釋返回耶路撒冷的祭司之一。
- 亞撒利雅之父，其子亞撒利雅曾協助約阿施登王位。

## 外部連結
- 守望台線上書庫 （页面存档备份，存于）
- a Bible Tool （页面存档备份，存于）
- 聖經人物 （页面存档备份，存于）